# Vesparax

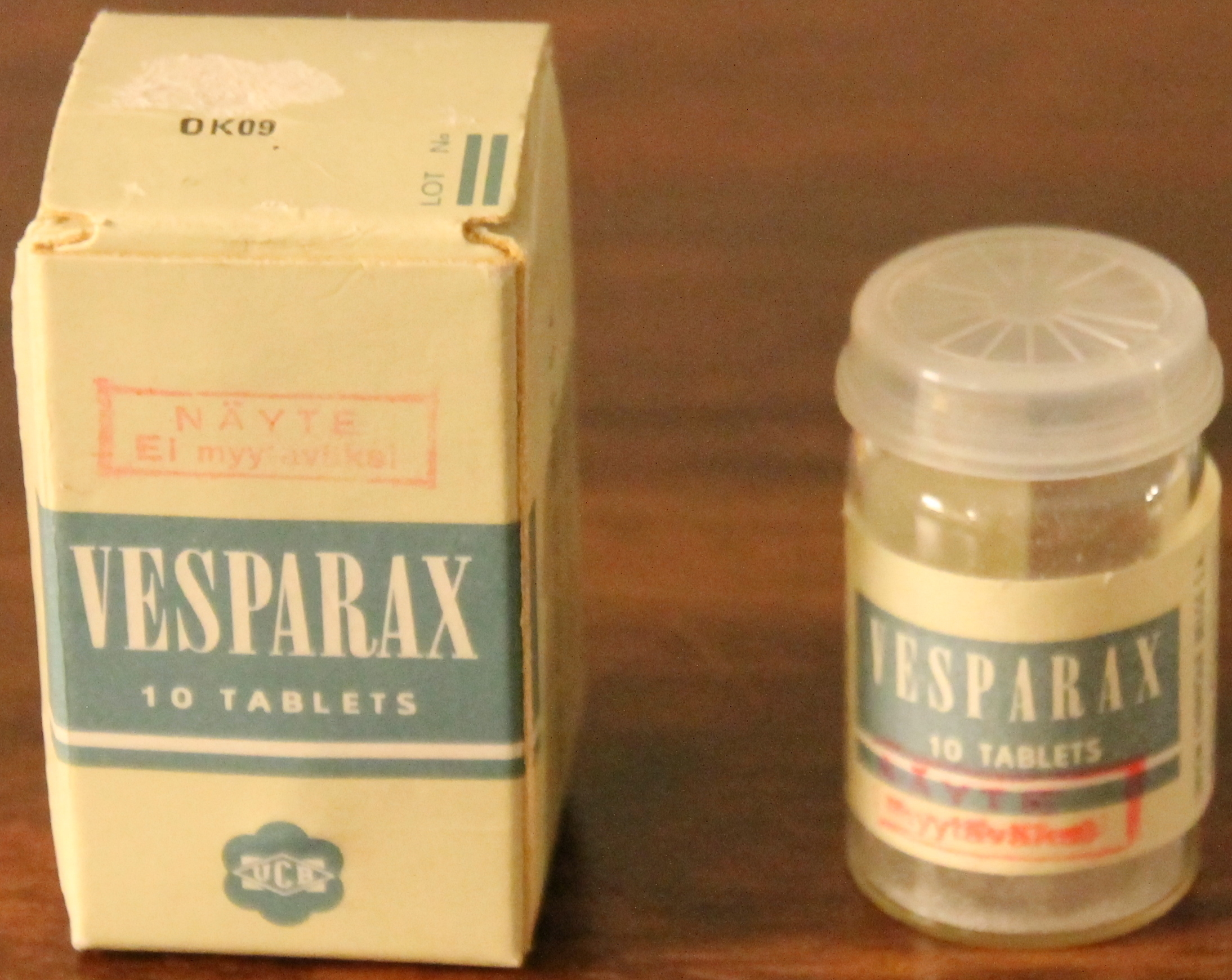
Flacon de Vesparax, contenant 10 comprimés.

Le Vesparax est un médicament se présentant sous forme de comprimés et composé de trois principes actifs :
- brallobarbital (50 mg par comprimé)[1] ;
- sécobarbital (150 mg par comprimé)[1] ;
- hydroxyzine (50 mg par comprimé)[1].

Les deux premières molécules sont des barbituriques et la troisième est un antihistaminique ayant également un effet anxiolytique.
Le Vesperax est un médicament qui a été impliqué entre autres dans le décès de Jimi Hendrix en 1970. Il est actuellement retiré du marché aux États-Unis
, en Belgique
 
et aux Pays-Bas
. Comme pour les autres barbituriques, un surdosage peut être fatal, mais il est néanmoins apprécié des toxicomanes.